# 119 p.n.e.
| [ Edytuj tabelę ] | |
| Król Armenii      | - 165 p.n.e. Artawazdes I 115 p.n.e.                                                                               |
| Król Bitynii      | - 127 p.n.e. Nikomedes III 94 p.n.e.                                                                               |
| Cesarz Chin       | - 141 p.n.e. Han Wudi 87 p.n.e.                                                                                    |
| Władca Egiptu     | - 173 p.n.e. Kleopatra II 115 p.n.e. - 142 p.n.e. Kleopatra III 101 p.n.e. - 127 p.n.e. Ptolemeusz VIII 116 p.n.e. |
| Król Judei        | - 135 p.n.e. Jan Hirkan I 104 p.n.e.                                                                               |
| Król Kapadocji    | - 130 p.n.e. Ariarates VI 116 p.n.e.                                                                               |
| Król Kommageny    | - 130 p.n.e. Samos 100 p.n.e.                                                                                      |
| Władca Korei      | - 129 p.n.e. Ugŏ 108 p.n.e.                                                                                        |
| Król Numidii      | - 148 p.n.e. Micypsa 118 p.n.e.                                                                                    |
| Król Partów       | - 124 p.n.e. Mitrydates II 87 p.n.e.                                                                               |
| Król Pontu        | - 120 p.n.e. Mitrydates VI Eupator 63 p.n.e.                                                                       |
| Władca Seleucydów | - 126 p.n.e. Antioch VIII Grypos 96 p.n.e.                                                                         |

Rok 119 p.n.e.
stulecia: III wiek p.n.e. ~
II wiek p.n.e. ~
I wiek p.n.e.

lata: 129 p.n.e. «
123 p.n.e. «
122 p.n.e. «
121 p.n.e. «
120 p.n.e. «
119 p.n.e. »
118 p.n.e. »
117 p.n.e. »
116 p.n.e. »
115 p.n.e. »
109 p.n.e.

## Wydarzenia
- Azja
  - w Chinach wprowadzono państwowy monopol na sól, żelazo i alkohol
  - Co robisz, rób ostrożnie. Taki napis widniał na najstarszych pieniądzach papierowych, których używano w Chinach już od 119 r. p.n.e. Było to w prowincji Syczuan, gdzie obiegał bardzo niewygodny, ciężki, miedziany pieniądz; zamiast niego zaczęto wydawać dowody depozytowe z których powstała chińska waluta papierowa. Napis przypominał, że przyrzeczenia zapłaty nie należy wystawiać zbyt lekkomyślnie, nie mając pokrycia w kruszcu.
    - Źródło: Cywiński Henryk, Z dziejów pieniądza na świecie, wyd. KAW, Warszawa 1986.